# The Chicks
A The Chicks, korábban  Dixie Chicks egy háromtagú, texasi, női country-zenekar. Stílusuk kezdetben bluegrass, napjainkban country, country-rock. Minden idők legnépszerűbb női együttese, harminchatmillió eladott lemezük alapján a legelső helyen állnak a női együttesek rangsorában.

## Tagjai
Az együttes jelenlegi tagjai:
- Emily Robinson (Emily Burns Erwin, 1972. augusztus 16., Pittsfield, Massachusetts), bendzsó, dobro, harmonika, basszusgitár, ének
- Martie Maguire (Martha Elenor Erwin, 1969. október 12., York, Pennsylvania), hegedű, gitár, basszusgitár, mandolin, ének
- Natalie Maines (Natalie Luise Maines Pasdar, 1974. október 14., Lubbock, Texas), ének, gitár, basszusgitár

## Története
A csapat 1989-ben alakult Dallasban, Texas államban. A Dixie Chicks hosszú évek küzdése és személyes csapások után nagy country és pop sikereket ért el az  1990-es évek második felének elejétől, olyan slágerekkel mint a „Wide Open Spaces”, a „Cowboy Take Me Away” és a „Long Time Gone”.
A lányok közismertté váltak a vidám természetükről, hangszeri műértésükről, szárnyaló balladáikról, divatérzékükről és a szókimondó politikai nézeteikről.
2007-ig összesen 13 Grammy-díjat nyertek.
Tíz nappal Irak 2003-as megszállás előtt a zenekar énekese, Natalie Maines, nyilvánosan kritizálta George W. Bush amerikai elnököt. 
„Szégyelljük, hogy az Amerikai Egyesült Államok elnöke texasi.” Ez a kijelentés és az azt követő viták következtében kialakult hangulat során az amerikai koncertlátogatóik csaknem felét elveszítették. Később a politikai hangulat megváltozott, és egyre inkább az ő nézeteiket igazolta, aminek összefoglalásaként végül a megpróbáltatásaikat a 2006-os „Dixie Chicks: Shut Up and Sing” dokumentumfilmjükben tárták a hallgatóság elé.
A 2007-es, 49-edik Grammy díjkiosztó gálán a csapat mind az öt kategóriában nyert, amiben jelölték. Beleértve az év daláért, az év felvételéért, az év albumáért járó elismeréseket is.
Natalie Maines a nyilvános show keretében tolmácsolta a szólásszabadságért való kiállásukat és a korábbi, Irak  2003-as megszállásával kapcsolatos helytelenítésüket.
Emily Robison és Martie Maguire a Dixie Chicks mellett rendszeresen turnézik Court Yard Hounds nevű zenekarukkal.